# Eyes of Wakanda
Eyes of Wakanda (Los Ojos de Wakanda en España y Latinoamérica) es una miniserie antológica de televisión estadounidense creada por Todd Harris para el servicio de streaming Disney+, basada en la ciudad ficticia de Marvel Comics, Wakanda. Es la decimoquinta serie de televisión del Universo Cinematográfico de Marvel (MCU) producidas por Marvel Studios, compartiendo continuidad con las películas de la franquicia.
La serie también está producida por Proximity Media. Sigue a los guerreros de Wakanda que recuperan artefactos de vibranium a lo largo de la historia y a los antepasados de T'Challa. 
La serie cuenta con un elenco que incluye a Winnie Harlow, Cress Williams, Patricia Belcher, Larry Herron, Adam Gold, Lynn Whitfield, Jacques Colimon, Jona Xiao, Isaac Robinson-Smith, Gary Anthony Williams, Zeke Alton, Steve Toussaint y Anika Noni Rose . En febrero de 2021, se anunció un acuerdo general entre Disney y Proximity Media de Ryan Coogler. Una serie animada sobre Wakanda estaba en desarrollo para marzo de 2023, y se anunció oficialmente como Eyes of Wakanda ese diciembre. La participación de Harris se reveló en marzo de 2024. A diferencia de las otras series de Marvel Animation hasta ese momento, Eyes of Wakanda está ambientada en la "Sagrada Línea de tiempo" del MCU y tiene mayores conexiones con las películas de la franquicia. La animación de la serie es proporcionada por Axis Animation en un estilo pintado a mano inspirado en artistas afroamericanos contemporáneos como Ernie Barnes, así como el ilustrador Dean Cornwell. 
Eyes of Wakanda se estrenó en Disney+ el 1 de agosto de 2025 y consta de cuatro episodios. Es la primera serie de la Fase Seis del MCU.

## Premisa
La serie sigue a los Hatut Zaraze, guerreros wakandianos, llevan a cabo peligrosas misiones alrededor del mundo para recuperar artefactos de vibranium a lo largo de la historia y a los antepasados de T'Challa que transmiten el manto de Pantera Negra.

## Reparto y personajes

### Principales
- Winnie Harlow como Noni: Una exmiembro deshonrada de las Dora Milaje, las fuerzas especiales exclusivamente femeninas de Wakanda, que va en una misión especial a la Creta minoica en 1260 a. C.[3]
  - Lynn Whitfield presta su voz a una Noni mayor: La directora de los Hatut Zaraze de Wakanda.
- Cress Williams como Nkati / El León: Un exgeneral de Wakanda convertido en pirata que ha robado tecnología avanzada del país y planea usarla para fundar su propio gobierno tiránico, el "Reino del León".
- Larry Herron como B'Kai / Memnón: Un agente Hatut Zaraze que sirve de encubierto en Troya en el año 1200 a. C.[4]
- Adam Gold como Aquiles: El héroe griego de la Guerra de Troya y comandante de los mirmidones.
- Jacques Colimon como Basha: Un miembro de los Hatut Zaraze que viaja a China en el año 1400 d. C. para recuperar un artefacto wakandiano.
- Jona Xiao como Jorani / Iron Fist: Una guerrera china enmascarada y portadora del manto de Iron Fist en 1400 d. C. que obtiene sus poderes del corazón fundido del dragón inmortal Shou-Lao, a quien derrotó.
- Zeke Alton como Tafari: Un príncipe de Wakanda y agente de Hatut Zaraze en 1896 d.C.
- Steve Toussaint como Kuda: Un miembro de Hatut Zaraze que supervisa la primera misión de Tafari en el campo. El showrunner Todd Harris calificó al personaje como "autoritario", con "corazón y alma", cuya fuerte devoción a la causa lleva a que sus principios a veces superen su deber.

### Invitados
- Patricia Belcher como Akeya: La líder mayor de las Dora Milaje y superiora de Noni.[4]
- Jason Konopisos como Ferro: Un soldado mirmidón que duda de la lealtad de Memnón a Aquiles.
- Kiff VandenHeuvel como Odiseo: Un rey griego de la Antigua Grecia.
- Yerman Gur como Paris: El príncipe de Troya.
- Joanna Kalafatis como Helena de Troya: La esposa de Paris que posee un artefacto wakandiano.
- Isaac Robinson-Smith como Ebo: El capitán de los Hatut Zaraze que supervisa la misión de Basha.
- Gary Anthony Williams como Rakim: El gran consejero de los Hatut Zaraze y el superior de Basha y Ebo.
- Anika Noni Rose como Pantera Negra: Una reina de Wakanda que viaja en el tiempo desde 500 años hacia el futuro.
- Debra Wilson como la General de Dora Milaje en 1896 d. C.

Además, los personajes Uatu / Vigilante y N'Jadaka / Erik "Killmonger" Stevens hacen apariciones especiales sin diálogos en la serie.

## Episodios
| N.º | Título                                                    | Dirigido por            | Escrito por     | Fecha de lanzamiento original |
| --- | --------------------------------------------------------- | ----------------------- | --------------- | ----------------------------- |
| 1 | «Into the Lion's Den» (en inglés: En la guarida del león) | Todd Harris             | Geoffrey Thorne | 1 de agosto de 2025           |
| En 1260 a. C., la ex Dora Milaje Noni es enviada por su superior Akeya en una misión para cazar y capturar a un agente rebelde de Hatut Zaraze llamado Nkati, quien ha asesinado a otros agentes enviados para aprehenderlo. Akeya teme que Nkati comparta tecnología wakandiana, exponiendo así el reino. Autodenominado el León, Nkati ha secuestrado a hombres y mujeres de todo el mundo, a quienes obliga a entrar en su reino, el Orgullo del León. Noni se deja capturar durante una incursión en la Creta minoica. Tras secuestrar un barco y liberar a los demás cautivos, Noni se infiltra en su complejo submarino. Tras luchar contra varios guerreros de Nkati, Noni lo confronta y lo derrota en un duelo. Nkati, mortalmente herido, activa un dispositivo de autodestrucción que destruye todo el complejo. Noni sobrevive a la explosión y Akeya la invita a unirse de nuevo a la Dora Milaje. En cambio, Noni, ferozmente independiente, decide unirse a Hatut Zaraze. Elenco: Winnie Harlow como Noni, Cress Williams como Nkati / El Léon, y Patricia Belcher como Akeya. |                                                           |                         |                 |                               |
| 2 | «Legends and Lies» (en inglés: Leyendas y mentiras)       | John Fang               | Marc Bernardin  | 1 de agosto de 2025           |
| Durante la Guerra de Troya en 1200 a. C., B'Kai se ha infiltrado en el ejército griego bajo el alias de Memnón y lucha junto a Aquiles en su batalla contra los troyanos. La lealtad de Memnón es cuestionada por Ferro, pero Aquiles lo defiende. Odiseo aparece entonces y presenta su idea del Caballo de Troya. El Caballo es construido y entregado a los troyanos. Más tarde esa noche, Memnón, Aquiles y sus soldados emergen del Caballo de Troya y eliminan silenciosamente a los guardias mientras dejan entrar al resto del ejército griego. Un guardia da la alarma antes de ser asesinado, alertando a los troyanos de los infiltrados. Memnón se desvía de la batalla, pero Aquiles lo ve desertar. Memnón se enfrenta a Paris y Helena de Troya, que huyen, y los convence de que le entreguen el collar de Helena. Aquiles los alcanza y ve a Memnón dejándolos huir. Suponiendo que Memnón es un traidor, luchan, pero Memnón hiere a Aquiles en el talón y, con pesar, lo apuñala. Tras devolver el artefacto a casa, B'Kai se siente como un forastero, pero una Noni mayor le advierte de los peligros de las tierras fuera de Wakanda. Elenco: Larry Herron como B'Kai / Memnón, Adam Gold como Aquiles, Lynn Whitfield como Noni, Jason Konopisos como Ferro, Kiff VandenHeuvel como Odiseo, Yerman Gur como Paris, y Joanna Kalafatis como Helena de Troya. |                                                           |                         |                 |                               |
| 3 | «Lost and Found» (en inglés: Perdido y encontrado)        | John Fang y Todd Harris | Marc Bernardin  | 1 de agosto de 2025           |
| En el año 1400 d. C., el agente de campo wakandiano Basha se infiltró en K'un-L'un para obtener un artefacto wakandiano robado de una pequeña estatua de dragón. El artefacto no se puede quitar, así que Basha toma la cabeza de la estatua y vuela de regreso a Wakanda. A su regreso, Basha informa a su líder de campo Ebo y al concejal Rakim. En el hangar, un misterioso intruso emerge de la nave de Basha y se lleva el bastón del hangar. El intruso se encuentra entonces con Ebo y pregunta por Basha. El engaña al intruso para que entre en una cafetería llena de Hatut Zarazi, pero el intruso los rechaza y escapa. Basha se encuentra con el intruso, que resulta ser Jorani, la mujer que lo encontró en la nieve a las afueras de K'un-L'un y lo cuidó hasta que recuperó la salud, pero Jorani persiguió a Basha cuando robó la estatua del dragón. En la sala de artefactos, Basha explica que el artefacto fue robado de Wakanda, pero Jorani explica que se ha vuelto más importante para su gente y usa sus poderes para extraer el vibranium de la cabeza de la estatua. Ellos llevan a Jorani de vuelta al hangar para que pueda regresar a K'un-L'un con la cabeza de la estatua. Elenco: Jacques Colimon como Basha, Jona Xiao como Jorani / Iron Fist, Isaac Robinson-Smith como Ebo y Gary Anthony Williams como Rakim.                             |                                                           |                         |                 |                               |
| 4 | «The Last Panther» (en inglés: La última Pantera)         | Todd Harris             | Geoffrey Thorne | 1 de agosto de 2025           |
| En 1896, Kuda asesoró al príncipe Tafari en su primera misión para recuperar un hacha de vibranium de Adwa durante una batalla. De regreso a Wakanda, un ser blindado apareció repentinamente, provocó el derrumbe de su transporte y los combatió. Kuda y Tafari vencieron al adversario, pero se reveló como la reina de Wakanda y la última Pantera Negra de 500 años en el futuro. Ella les mostró una visión de Wakanda en ruinas, destruida por alienígenas conocidos como La Horda debido a la política aislacionista de Wakanda que les impedía unirse con otras naciones. Ella se envió al pasado para encontrar la manera de detener a la Horda y descubrió que el hacha ayudaba a un futuro rey de Wakanda a ver al mundo como posibles aliados si se dejaba donde fue encontrada. La última Pantera fue atraída al futuro. Tafari y Kuda regresaron a Adwa y reemplazaron el hacha. Tafari espera que el fracaso de su misión original haya valido la pena, y se desvanece ante una toma de Killmonger mirando el hacha en el Museo Británico. Elenco: Zeke Alton como Tafari, Steve Toussaint como Kuda, Anika Noni Rose como Pantera Negra, y Debra Wilson como una general Dora Milaje. |                                                           |                         |                 |                               |

## Producción

### Desarrollo
En febrero de 2021, Ryan Coogler, guionista y director de las películas de Marvel Studios Black Panther (2018) y Black Panther: Wakanda Forever (2022), anunció un acuerdo televisivo de cinco años entre su compañía Proximity Media y Walt Disney Television. El acuerdo incluía el desarrollo de una serie dramática para Disney+ basada en el país ficticio de Wakanda, escenario de las películas de Black Panther. Coogler iba a desarrollar la serie junto a Kevin Feige, Louis D'Esposito y Victoria Alonso de Marvel Studios.  Richard Newby en The Hollywood Reporter opinó que la serie podría ampliar el mito de Wakanda de una manera significativa, al tiempo que sería un homenaje continuo a Chadwick Boseman, que interpretó a T'Challa / Black Panther en el Marvel Cinematic Universe (MCU) hasta su muerte en agosto de 2020. Newby dijo que la serie podría explorar potencialmente a Winston Duke de M'Baku y la Tribu Jabari, dado que Duke fue uno de los actores revelación de Black Panther; el pasado como mercenario de Erik Killmonger; el padre de T'Challa T'Chaka y su etapa como Pantera Negra impidiendo la colonización de Wakanda; o las Dora Milaje, las luchadoras femeninas de Wakanda. Newby también señaló nuevos personajes de los cómics que la serie podría introducir en el MCU, como Bashenga, la primera Pantera Negra; Reina Justicia Divina, una adolescente-activista estadounidense que se une a la Dora Milaje; o Kasper Cole, un oficial de la Policía de Nueva York que se convierte en el Tigre Blanco.
Proximity Media ya estaba desarrollando varias series ambientadas en Wakanda para noviembre de 2022.  En marzo de 2023, el periodista Jeff Sneider informó que Coogler y Disney estaban desarrollando una serie animada con el título tentativo The Golden City, en referencia a la capital de Wakanda, Birnin Zana;  una lista de producción dio a Golden City como el título provisional para la serie dramática inicial ambientada en Wakanda.  Al mes siguiente, el ejecutivo de Marvel Studios, Nate Moore, dijo que habían discutido múltiples ideas para presentar personajes de Black Panther en la serie de Disney+, pero que eran cautelosos de restar valor a la "experiencia cinematográfica" de la franquicia.  En diciembre, el director de Marvel Studios Animation, Brad Winderbaum, anunció oficialmente la serie animada Eyes of Wakanda como parte de un avance de la próxima serie del estudio. Se reveló que se centraría en las historias de diferentes guerreros wakandianos a lo largo de la historia.  Se confirmó la participación de Coogler y Proximity Media,  y para entonces un showrunner ya estaba trabajando en la serie.  Los comentaristas discutieron si era la misma serie que se había informado anteriormente centrada en el personaje de Dora Milaje, Okoye.  Stephanie Holland de The Root comparó la premisa de la serie con la serie animada de Star Wars Tales of the Jedi (2022), que sigue de manera similar a diferentes personajes en diferentes momentos.

### Guion
Geoffrey Thorne, quien trabajó como escritor en la serie animada Ultimate Spider-Man (2012-2017) y se desempeñó como showrunner en la quinta temporada de Avengers Assemble (2013-2019), fue el primer escritor en unirse al proyecto. Marc Bernardin, quien trabajó como escritor en el videojuego Marvel 1943: Rise of Hydra (2025), escribió dos episodios en diciembre de 2023. Trabajó en ellos durante nueve meses durante la pandemia de COVID-19. Matthew Chauncey también escribió para la serie después de hacerlo para la serie de Marvel Studios What If...? (2021-2024) y Ms. Marvel (2022).
Eyes of Wakanda sigue a los Hatut Zaraze, guerreros de Wakanda que viajan por el mundo a lo largo de la historia para recuperar peligrosos artefactos de vibranium. Se centra en el legado de la Pantera Negra a medida que ese manto se transmite de generación en generación, y en la idea de que Wakanda está "desconectada por la expansión" y oculta al resto del mundo. Harris dijo que los Hatut Zaraze eran "la CIA de Wakanda" cuya lealtad se pone a prueba en sus misiones y llamó a la serie un "espionaje gigante" que abarca el tiempo. Eyes of Wakanda comienza al final de la Edad de Bronce Occidental, con el primer episodio que tiene lugar en el año 1260 a. C. Coogler se sintió atraído por los Pueblos del Mar, un grupo que existió alrededor de 1200 a. C. y "atacó a todos", lo que permitió a Harris y a los escritores formar la premisa de imaginar si hubieran sido liderados por wakandanos con su tecnología y tácticas y "qué tipo de fuerza disruptiva serían en esta era". La serie se desarrolla en la "Línea de tiempo sagrada" del MCU junto con las películas y la serie de acción en vivo, diferenciándola de la serie anterior de Marvel Animation que se desarrolla en universos alternativos del MCU principal. El equipo creativo se retrasó desde el "marco existente" de las películas al desarrollar las historias de la serie. Eyes of Wakanda se centra más en los principios de Wakanda que en un pariente lejano de un personaje conocido de Wakanda en el presente.

### Animación
Eyes of Wakanda presenta un estilo de animación pintado a mano inspirado en artistas afroamericanos contemporáneos como Ernie Barnes, así como el ilustrador Dean Cornwell. El trabajo en diseños de personajes y animaciones se produjo por el anuncio de la serie en diciembre de 2023. Harris dijo que la ambiciosa serie solo se podía hacer con animación debido a las ubicaciones y los períodos de tiempo representados, explicando que en la animación "Egipto cuesta tanto como la ciudad de Nueva York, y la Luna cuesta tanto como Ohio".

### Rodaje
La serie se rodará bajo el título provisional Golden City.

## Estreno
Eyes of Wakanda se estrenará en Disney+ el 1 de agosto de 2025,  y constará de cuatro episodios.  Anteriormente estaba previsto su estreno en 2024y estaba previsto para el 6 y el 27 de agosto, antes de que se fijara la fecha del 1 de agosto. Será la primera serie de la Fase Seis del MCU.